# Gran Premio de Finlandia de Motociclismo de 1971
El Gran Premio de Finlandia de Motociclismo de 1971 fue la novena prueba de la temporada de 1971 del Campeonato Mundial de Motociclismo. El Gran Premio se disputó el 1 de agosto de 1971 en el Circuito de Imatra.

## Resultados 500cc
En la categoría reina, por primera vez en lo que vamos de temporada dos pilotos acabaron en la misma vuelta que Giacomo Agostini (Rob Bron y Dave Simmonds). Pero Bron simplemente no pudo mantenerse por delante de Simmonds, dejándolo en 0.8 segundos tercero. Keith Turner terminó cuarto.
| Pos.    | Piloto               | Equipo           | Tiempo    | Pts. |
| ------- | -------------------- | ---------------- | --------- | ---- |
| 1       | Giacomo Agostini     | MV Agusta        | 57’ 27” 8 | 15   |
| 2       | Dave Simmonds        | Kawasaki         | +2’ 19” 6 | 12   |
| 3       | Rob Bron             | Suzuki           | +2’ 20” 4 | 10   |
| 4       | Keith Turner         | Suzuki           | +1 Vuelta | 8    |
| 5       | Jack Findlay         | Suzuki           | +1 Vuelta | 6    |
| 6       | Matti Salonen        | Yamaha           | +1 Vuelta | 5    |
| 7       | Alberto Pagani       | LinTo            | +1 Vuelta | 4    |
| 8       | Lothar John          | Yamaha           | +1 Vuelta | 3    |
| 9       | Tommy Robb           | Seeley           | +1 Vuelta | 2    |
| 10      | Paul Eickelberg      | Yamaha           | +1 Vuelta | 1    |
| 11      | Maurice Hawthorne    | Kawasaki         |           |      |
| 12      | Frank Perris         | Suzuki           |           |      |
| 13      | Charlie Dobson       | Seeley           |           |      |
| 14      | Pentti Lehtelä       | Yamaha           |           |      |
| 15      | Børge Nielsen        | Honda            |           |      |
| 16      | Hans-Otto Butenuth   | BMW              |           |      |
| Ret     | Eric Offenstadt      | Kawasaki         | Ret       |      |
| Ret     | Kaarlo Koivuniemi    | Seeley-Matchless | Ret       |      |
| Ret     | Bo Granath           | Husqvarna        | Ret       |      |
| Ret     | Johnny Bengtsson     | Kawasaki         | Ret       |      |
| Ret     | Charlie Dobson       | Seeley           | Ret       |      |
| Ret     | Gyula Marsovszky     | LinTo            | Ret       |      |
| Ret     | Hannu Kuparinen      | Suzuki           | Ret       |      |
| Ret     | Börje Andersson      | Honda            | Ret       |      |
| Ret     | Sven-Olof Gunnarsson | Kawasaki         | Ret       |      |
| Ret     | Kai Kuparinen        | Suzuki           | Ret       |      |
| Ret     | Osmo Hansen          | LinTo            | Ret       |      |
| Ret     | Ari Heikkilä         | Matchless        | Ret       |      |
| Ret     | Anssi Resko          | Suzuki           | Ret       |      |
| Fuente: |                      |                  |           |      |

## Resultados 350cc
En 350 cc, el italiano Giacomo Agostini ganó la carrera. Pero esta fue una victoria especial, ya que ganó su décimo título mundial, superando a Mike Hailwood y Carlo Ubbiali (ambos con nueve títulos ). Jarno Saarinen quedó en segundo lugar y, por lo tanto, pasó Theo Bult (que no pudo comenzar en Finlandia) en la clasificación general. Billie Nelson (Yamaha) terminó tercero.
| Pos. | Piloto               | Equipo         | Tiempo    | Pts. |
| ---- | -------------------- | -------------- | --------- | ---- |
| 1    | Giacomo Agostini     | MV Agusta      | 57' 57" 7 | 15   |
| 2    | Jarno Saarinen       | Yamaha         | +28" 5    | 12   |
| 3    | Billie Nelson        | Yamaha         |           | 10   |
| 4    | Walter Sommer        | Yamaha         | +1 Vuelta | 8    |
| 5    | Tommy Robb           | Yamaha         | +1 Vuelta | 6    |
| 6    | László Szabó         | Yamaha         | +1 Vuelta | 5    |
| 7    | Jerry Lancaster      | Yamsel         | +1 Vuelta | 4    |
| 8    | Maurice Hawthorne    | Yamaha         | +1 Vuelta | 3    |
| 9    | Hans-Dieter Görgen   | Yamaha         | +1 Vuelta | 2    |
| 10   | Lothar John          | Yamaha         | +1 Vuelta | 1    |
| 11   | Tapani Peltonen      | Yamaha         |           |      |
| 12   | Sven-Olov Gunnarsson | Yamaha         |           |      |
| 13   | Teuvo Laakso         | Yamaha         |           |      |
| 14   | Lois With            | Yamaha         |           |      |
| 15   | Bosse Granath        | Yamaha         |           |      |
| Ret  | Silvio Grassetti     | MZ             | Ret       |      |
| Ret  | Jack Findlay         | Dugdale Yamaha | Ret       |      |
| Ret  | Rodney Gould         | Yamaha         | Ret       |      |
| Ret  | Hannu Kuparinen      | Yamaha         | Ret       |      |
| Ret  | Teuvo Länsivuori     | Yamaha         | Ret       |      |
| Ret  | Pentti Lehtelä       | Yamaha         | Ret       |      |
| Ret  | Charles McGurk       | Yamaha         | Ret       |      |
| Ret  | Eric Offenstadt      | Kawasaki       | Ret       |      |
| Ret  | Werner Pfirter       | Yamaha         | Ret       |      |
| Ret  | Phil Read            | Yamaha         | Ret       |      |
| Ret  | Paul Smart           | Yamaha         | Ret       |      |
| Ret  | Serge Zago           | Yamaha         | Ret       |      |
| Ret  | Bert Clark           | Yamaha         | Ret       |      |

## Resultados 250cc
Contra todo pronóstico, Phil Read, que se había roto un omóplato y una clavícula en el Gran Premio de Checoslovaquia corrió en Finlandia en 250cc. A pesar de su incomodidad física, acabó era décimo, recibió un punto y conservó el liderazgo en el campeonato. Rodney Gould ganó por delante de John Dodds y Dieter Braun.
| Pos. | Piloto            | Equipo          | Tiempo    | Pts. |
| ---- | ----------------- | --------------- | --------- | ---- |
| 1    | Rodney Gould      | Yamaha          | 53' 59" 3 | 15   |
| 2    | John Dodds        | Yamaha          | +10" 1    | 12   |
| 3    | Dieter Braun      | Yamaha          | +19"      | 10   |
| 4    | Chas Mortimer     | Yamaha          | +30" 7    | 8    |
| 5    | Gyula Marsovszky  | Yamaha          | +34" 9    | 6    |
| 6    | Jarno Saarinen    | Yamaha          | +52" 3    | 5    |
| 7    | Walter Sommer     | Yamaha          |           | 4    |
| 8    | Börje Jansson     | Yamasaki        |           | 3    |
| 9    | Billie Nelson     | Yamaha          |           | 2    |
| 10   | Phil Read         | Yamaha          |           | 1    |
| 11   | Bosse Granath     | Yamaha          |           |      |
| 12   | Jerry Lancaster   | Yamaha          |           |      |
| 13   | János Drapál      | Sterglas-Yamaha |           |      |
| 14   | Seppo Kangasniemi | Yamaha          |           |      |
| 15   | Hans Hallberg     | Yamaha          |           |      |
| 16   | Roland Olsson     | Yamaha          |           |      |
| 17   | Børge Nielsen     | Yamaha          |           |      |
| 18   | Pentti Korhonen   | Yamaha          |           |      |
| 19   | Silvio Grassetti  | MZ              |           |      |
| Ret  | Kent Andersson    | Yamaha          | Ret       |      |
| Ret  | Bert Clark        | Yamaha          | Ret       |      |
| Ret  | Bob Coulter       | Yamaha          | Ret       |      |
| Ret  | Toni Gruber       | Yamaha          | Ret       |      |
| Ret  | Teuvo Länsivuori  | Yamaha          | Ret       |      |
| Ret  | Frank Perris      | Yamaha          | Ret       |      |
| Ret  | Werner Pfirter    | Yamaha          | Ret       |      |
| Ret  | Barry Sheene      | Derbi           | Ret       |      |
| Ret  | Paul Smart        | Yamaha          | Ret       |      |
| Ret  | László Szabó      | Yamaha          | Ret       |      |

## Resultados 125cc
Barry Sheene lograq su tercera victoria en la categoría de 125cc y ahora se pone a la cabeza del campeonato mundial con una ventaja considerable. Ángel Nieto se retiró, Dieter Braun (Maico) quedó en segundo lugar y Gert Bender (Maico), en tercero..
| Pos. | Piloto             | Moto      | Tiempo    | Pts. |
| ---- | ------------------ | --------- | --------- | ---- |
| 1    | Barry Sheene       | Suzuki    | 46' 49" 7 | 15   |
| 2    | Dieter Braun       | Maico     | +1' 25" 3 | 12   |
| 3    | Gert Bender        | Maico     | +1' 39" 3 | 10   |
| 4    | Jürgen Lenk        | MZ        | +1' 40" 7 | 8    |
| 5    | Dave Simmonds      | Kawasaki  | +1' 43" 4 | 6    |
| 6    | Chas Mortimer      | Yamaha    | +1' 47" 5 | 5    |
| 7    | Alberto Pagani     | Derbi     | +2' 35" 2 | 4    |
| 8    | Ryszard Mankiewicz | MZ        | +1 Vuelta | 3    |
| 9    | Seppo Kangasniemi  | Maico     | +1 Vuelta | 2    |
| 10   | Bernd Köhler       | MZ        | +1 Vuelta | 1    |
| 11   | Leif Johansson     | Maico     | +1 Vuelta |      |
| 12   | Aarni Rämä         | Yamaha    |           |      |
| 13   | Matti Kinnunen     | Yamaha    |           |      |
| 14   | Paul Eickelberg    | Maico     |           |      |
| 15   | Bob Coulter        | Aermacchi |           |      |
| Ret  | Börje Jansson      | Maico     | Ret       |      |
| Ret  | Ángel Nieto        | Derbi     | Ret       |      |
| Ret  | Kent Andersson     | Yamaha    | Ret       |      |
| Ret  | Hartmut Bischoff   | MZ        | Ret       |      |
| Ret  | János Drapál       | MZ        | Ret       |      |
| Ret  | John Dodds         | Yamaha    | Ret       |      |
| Ret  | Günter Fischer     | Maico     | Ret       |      |
| Ret  | Toni Gruber        | Maico     | Ret       |      |
| Ret  | Peter Breingan     | Yamaha    | Ret       |      |
| Ret  | Mikko Hamunen      | Yamaha    | Ret       |      |
| Ret  | Thomas Heuschkel   | MZ        | Ret       |      |
| Ret  | Roland Olsson      | Yamaha    | Ret       |      |
| Ret  | Leif Rosell        | Maico     | Ret       |      |
| Ret  | Timo Vainio        | Yamaha    | Ret       |      |